# آبشار آلبیون

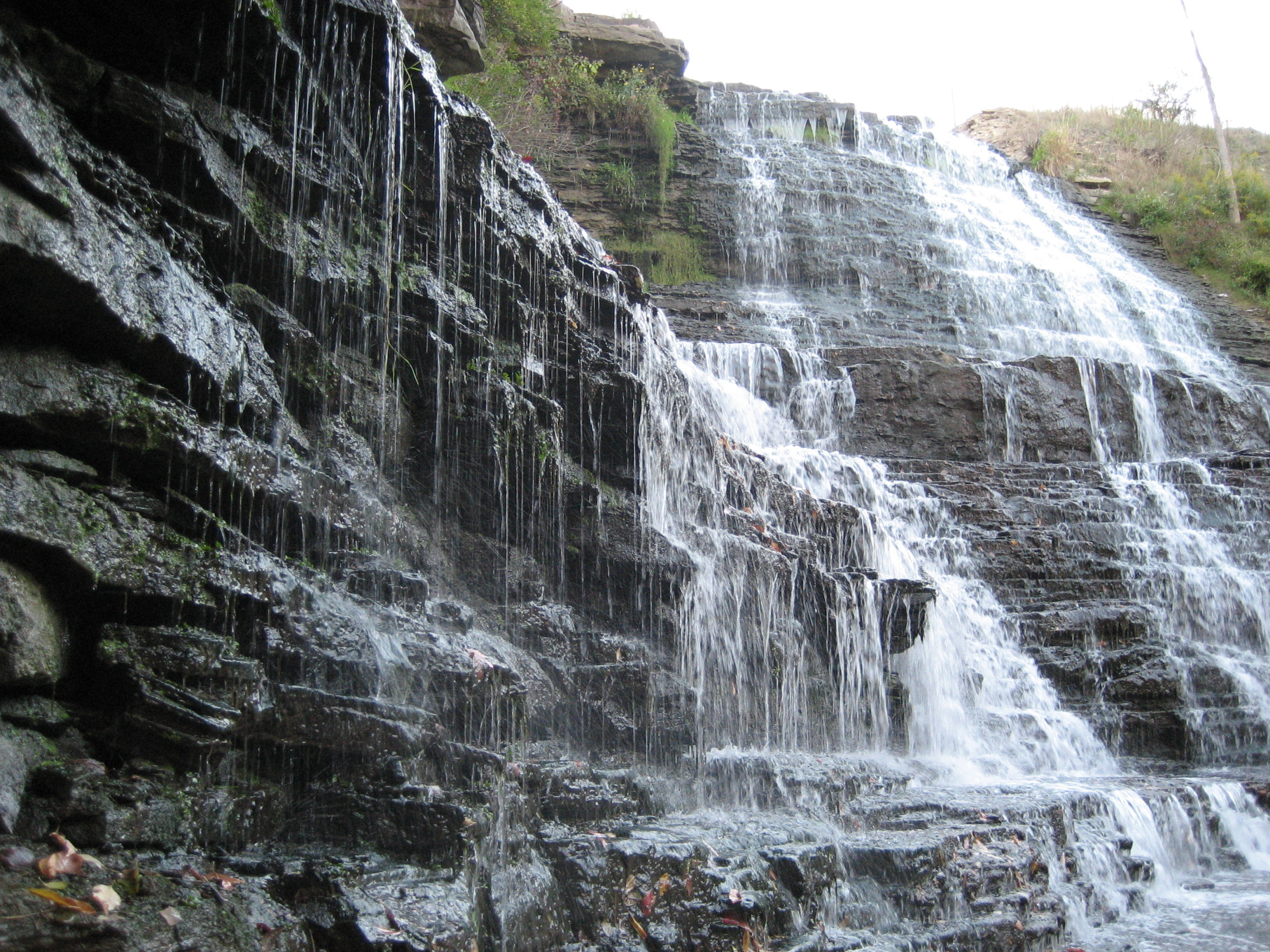
آبشار آلبیون

آبشار آلبیون (به انگلیسی: Albion Falls) آبشاری است که در همیلتون (انتاریو)، کانادا واقع شده و ارتفاع کلی ریزشگاه آن ۱۹ متر (۶۲ فوت) است.